# Resolutie 473 Veiligheidsraad Verenigde Naties
Resolutie 473 van de Veiligheidsraad van de Verenigde Naties werd unaniem aangenomen op 13 juni 1980.

## Inhoud
De Veiligheidsraad:
- Neemt nota van de brief van Marokko.
- Is erg bezorgd over de verergering van de situatie in Zuid-Afrika; in het bijzonder de doding van schoolkinderen die tegen apartheid betoogden en de repressie tegen kerklieden en arbeiders.
- Merkt ook dat het racistische regime de processen onder zijn racistische en repressieve wetten heeft opgedreven.
- Is ervan overtuigd dat deze situatie voorkomt uit de voortzetting van de apartheid in schending van de VN-resoluties.
- Herinnert aan de resoluties 392, 417 en 418.
- Herinnert verder aan de resoluties 454 en 466, die Zuid-Afrika veroordeelden vanwege het schenden van de soevereiniteit en territoriale integriteit van buurlanden.
- Herbevestigt zijn erkenning van de wettigheid van de strijd van het Zuid-Afrikaanse volk voor de beëindiging van de apartheid en het opzetten van een democratisch systeem.
- Bemerkt de eis in en buiten Zuid-Afrika dat Nelson Mandela en andere politieke gevangenen worden vrijgelaten.
- Is erg bezorgd om de gerapporteerde wapenleveringen tegen resolutie 418.
- Neemt nota van de brief van het Speciaal Comité tegen Apartheid over een olie-embargo tegen Zuid-Afrika.
- Denkt aan zijn verantwoordelijkheid voor de wereldvrede.

1. Veroordeelt Zuid-Afrika voor het laten verergeren van de situatie en de grootschalige repressie, het doden van vreedzame betogers en politieke gevangenen en het negeren van VN-resoluties.
2. Leeft mee met de slachtoffers van dit geweld.
3. Herbevestigt dat apartheid een misdaad tegen de menselijke waardigheid is.
4. Erkent de wettigheid van de strijd van het Zuid-Afrikaanse volk tegen apartheid en voor democratie.
5. Roept Zuid-Afrika op het geweld tegen het Afrikaanse volk te stoppen en maatregelen te nemen om de apartheid te beëindigen.
6. Hoopt dat de onvermijdelijke verandering in de raciale politiek van Zuid-Afrika vreedzaam kan verlopen, maar verklaart dat de situatie anders zeker tot een gewelddadig conflict zal leiden.
7. Roept Zuid-Afrika op onmiddellijk maatregelen te nemen om de apartheid te beëindigen en alle burgers gelijke rechten te geven waaronder:
a. Het verlenen van amnestie aan alle gevangen tegenstanders van apartheid.
b. Het stoppen van het geweld tegen vreedzame betogers en moorden en marteling van politieke gevangenen.
c. De afschaffing van de ban op politieke partijen en organisaties en media tegen apartheid.
d. Een einde aan de politieke processen.
e. Het voorzien van gelijke opleiding voor alle Zuid-Afrikanen.
8. Roept het Zuid-Afrikaanse regime dringend op om alle politieke gevangenen met wie ze de dialoog moeten aangaan over de toekomst van het land, onder wie Nelson Mandela, vrij te laten.
9. Eist dat Zuid-Afrika geen militaire daden meer verricht tegen onafhankelijke Afrikaanse landen.
10. Roept alle landen op resolutie 418 strikt uit te voeren.
11. Vraagt het comité dat werd opgezet met resolutie 421 om zijn inspanning om het wapenembargo af te dwingen te verdubbelen, door tegen 15 september maatregelen aan te bevelen om de achterpoortjes in het embargo te sluiten en het te versterken.
12. Vraagt de secretaris-generaal om tegen 15 september te rapporteren over de uitvoering van deze resolutie.
13. Besluit om op de hoogte te blijven en tegen 30 september opnieuw bijeen te komen.

## Verwante resoluties
- Resolutie 454 Veiligheidsraad Verenigde Naties
- Resolutie 466 Veiligheidsraad Verenigde Naties
- Resolutie 475 Veiligheidsraad Verenigde Naties
- Resolutie 503 Veiligheidsraad Verenigde Naties

Lijst ·  462 ·  463 ·  464 ·  465 ·  466 ·  467 ·  468 ·  469 ·  470 ·  471 ·  472 ·  473 ·  474 ·  475 ·  476 ·  477 ·  478 ·  479 ·  480 ·  481 ·  482 ·  483 ·  484